# Prosoplus tristiculus
Prosoplus tristiculus är en skalbaggsart som beskrevs av Stefan von Breuning 1939. Prosoplus tristiculus ingår i släktet Prosoplus och familjen långhorningar. Inga underarter finns listade i Catalogue of Life.